# Молочна залоза
Молочні залози (або Грудні залози; англ. Mammary gland) — парні залози зовнішньої секреції людини та інших ссавців, що містяться в грудях та (у жінок) виробляють молоко для вигодовування нащадків.
Наявність молочних залоз є відмінною рисою ссавців. У людини молочні залози мають як жінки, так і чоловіки. За будовою вони схожі, розрізняються ступенем розвитку. До початку пубертату груди дівчаток і хлопчиків нічим не відрізняються. У разі деяких розладів ендокринної системи у статевозрілих чоловіків може спостерігатися збільшення грудей і відбувається секреція молока. Молочні залози новонароджених можуть виробляти так зване молоко новонароджених, або неонатальне молоко (лат. lac neonatorum), це вважається нормальним фізіологічним процесом і лікування чи тестування цього процесу не є необхідним.

## У жінок

### Розвиток
Молочна залоза (лат. glandula mammaria або mamma) — залоза зовнішньої секреції, одна із вторинних статевих ознак. Парний орган, що розвивається з ектодерми і є видозміненими шкірними потовими апокринними залозами. Вирізняють чотири фази розвитку молочної залози: мамогенез, лактогенез, лактопоез, молоковіддача. Розвиток молочних залоз плоду починається з 8 тижня вагітності.
Повноцінний розвиток молочних залоз починається у пубертаті і називається телархе. Можливе також передчасне телархе, пов'язане або не пов'язане з передчасним пубертатом.

### Будова
Молочна залоза, яка складає основу жіночих грудей, називається тілом молочної залози (лат. corpus mammae) і являє собою щільне тіло у вигляді опуклого диска, оточене шаром жиру (capsula adiposa mammae). Тіло молочної залози складається з 15-20 окремих конусоподібних часток, розташованих радіально навколо грудного соска, звернених верхівкою до нього і розділених між собою прошарками сполучної тканини. Кожна частка, у свою чергу, складається з більш великих та дрібніших доль (лат. lobuli mammae). Кожна долі складається з альвеол діаметром 0,05-0,07 мм. Кровопостачання молочних залоз здійснюється переважно внутрішньою грудною (arteria thoracica interna) і бічною грудною (arteria thoracica lateralis) артеріями.
У статевозрілої жінки молочні залози утворюють два симетричних напівкулястих піднесення, прилеглих до передньої грудної стінки в області між третім і шостим або сьомим ребром. Більшою частиною основи кожна залоза прикріплена до великого грудного м'яза (musculus pectoralis major) і частково до переднього зубчастого м'яза (musculus serratus anterior). Із зовнішнього боку між молочними залозами є поглиблення, зване пазухою (sinus mammarum).
Трохи нижче середини кожної груді, приблизно на рівні четвертого міжреберного проміжку або п'ятого ребра, на поверхні шкіри є ареола, гіперпігментована округла ділянка з виступом — грудним соском (papilla mammae), призначеним для годування новонародженого. Переважно, у жінок, які не народжували, сосок має конусоподібну форму, у тих, що народжували, — циліндричну. Ареола в діаметрі має орієнтовно 3-5 сантиметрів. Забарвлення шкіри соска і ареоли відрізняється від решти шкіри — вона помітно темніша завдяки меланіну. Під час вагітності пігментація посилюється, після пологів повертається до попереднього рівня.
При сексуальному збудженні та під час овуляції спостерігається підвищена еректильність соска та його чутливість. Ерекція соска обумовлена скороченням м'язових волокон всередині нього, і на відміну від ерекції клітора, не пов'язана з кровообігом. У навколо-сосковому колі є деяка кількість невеликих рудиментарних молочних залоз, так званих залоз Монгомері (лат. glandulae Montgomerii), що утворюють навколо соска невеликі піднесення. Шкіра соска покрита дрібними зморшками. 
Біля верхівки соска знаходяться невеликі отвори — молочні пори (pori lactiferi), вони являють собою закінчення молочних проток (ducti lactiferi), котрі йдуть від верхівок молочних часток (lobi mammae). Діаметр молочних проток від 1,7 до 2,3 мм. Деякі молочні протоки зливаються між собою, тому кількість молочних отворів завжди менше кількості проток (зазвичай їх буває від 8 до 15).

## Лактація та грудне вигодовування
У молочних залозах, поряд з виробленням молока, утворюються речовини, що сприяють скороченню матки та її інволюції (зменшенню до початкових розмірів) у післяпологовий період. 

## Захворювання
До захворювань, які вражають молочну залозу, належать: 
- Рак молочної залози — злоякісні утворення різних типів, що вражають молочну залозу, один з найпоширеніших та найменш діагностованих раків. Для попередження та своєчасного виявлення раку молочної залози рекомендують щопівроку проходити профілактичний гінекологічний огляд з обстеженням грудей (після пубертату) та раз на рік проходити мамографію (після 45-го року життя, якщо немає інших показань). Для визначення ризику раку молочної залози можливий також аналіз на мутації в генах BRCA1 і BRCA2.
- Гемангіома молочної залози — доброякісна пухлина судин,
- Мастит — інфекційно-запальний процес у молочній залозі,
- Гіпогалактія — недостатня лактація,
- Надмірна лактація,
- Лактостаз — застій молока у протоках молочних залоз,
- Мастопатія — фіброзно-кістозний стан грудей внаслідок гормонального розладу,
- Мастоптоз — опускання та втрата пружності молочними залозами,
- Тріщини сосків — пошкодження сосків під час грудного вигодовування,
- Політелія — додаткові соски по молочних лініях,
- Гінекомастія (у чоловіків).

## У чоловіків
Чоловіча грудна залоза (mama masculina, mamma virilis) має схожу будову до жіночої, але не містить залозистої тканини в нормі та є рудиментарним органом. Грудний сосок з навколо-сосковим кружком значно менший, ніж у жінок, він виступає над поверхнею на 2-5 мм.
Наявність грудних залоз у чоловіків, непридатних для годування, пояснюється тим, що молочні лінії, з яких вони розвинулися, закладаються ще на ранньому етапі внутрішньоутробного розвитку, до стадії статевої диференціації.

## У тварин
У самиць ссавців молочні залози можуть мати різну будову і розташування. У приматів, як і в людини, молочних залоз дві і вони знаходяться на грудях. У більшості ж ссавців вони розташовані у черевній або пахвинній ділянках, у деяких (парнокопитних, зокрема жуйних, непарнокопитних) молочні залози називаються вим'ям. У самиць однопрохідних тварин соски відсутні — дитинчата злизують молоко з поверхні тіла.